# Nagada II
A Nagada II. kultúra vagy gerzei kultúra az ókori Egyiptom predinasztikus korában a Nagada kultúra második szakasza. Körülbelül i. e. 3500-tól i. e. 3200-ig tart.